# Malische Fußballnationalmannschaft der Frauen
Die malische Fußballnationalmannschaft der Frauen repräsentiert Mali im internationalen Frauenfußball. Die Nationalmannschaft ist dem malischen Fußballverband unterstellt und wird von Moustapha Laico trainiert. Die malische Auswahl nahm bisher achtmal an der Afrikameisterschaft teil. Jedes Mal schied man nach der Vorrunde wieder aus. An einer Weltmeisterschaft bzw. den Olympischen Spielen nahm man bisher nicht teil. Zuletzt scheiterte die Mannschaft in der ersten Runde der Qualifikation für die Olympischen Spiele in London mit 0:5 und 0:1 an Kamerun.

## Turnierbilanz

### Weltmeisterschaft
| - 1991: nicht teilgenommen (1. Spiel erst 2002) - 1995: nicht teilgenommen (1. Spiel erst 2002) - 1999: nicht teilgenommen (1. Spiel erst 2002) - 2003: nicht qualifiziert - 2007: nicht qualifiziert | - 2011: nicht qualifiziert - 2015: nicht qualifiziert - 2019: nicht qualifiziert - 2023: nicht qualifiziert |

### Afrikameisterschaft
| - 1991: nicht teilgenommen (1. Spiel erst 2002) - 1995: nicht teilgenommen (1. Spiel erst 2002) - 1998: nicht teilgenommen (1. Spiel erst 2002) - 2000: nicht teilgenommen (1. Spiel erst 2002) - 2002: Vorrunde - 2004: Vorrunde - 2006: Vorrunde | - 2008: Vorrunde - 2010: Vorrunde - 2012: nicht qualifiziert - 2014: nicht qualifiziert - 2016: Vorrunde - 2018: 4. Platz - 2022: nicht qualifiziert - 2024: Viertelfinale |

### Olympische Spiele
| - 1996: nicht teilgenommen (1. Spiel erst 2002) - 2000: nicht teilgenommen (1. Spiel erst 2002) - 2004: nicht qualifiziert - 2008: nicht qualifiziert | - 2012: nicht qualifiziert - 2016: zurück gezogen - 2020: nicht qualifiziert - 2024: zurückgezogen |

### Afrikaspiele
- 2003: Vierter[2]
- 2007: in der Qualifikation zurück gezogen
- 2011: in der Qualifikation zurück gezogen
- 2015: nicht qualifiziert
- 2019: Vorrunde
- 2023: nicht qualifiziert

## Bekannte Spielerinnen
- Djénéba Bamba
- Aïssata Coulibaly
- Kadidia Diawara (zweifache Teilnehmerin der Fußball-Afrikameisterschaft der Frauen)